# Luigia Maria Pucheria Borgato
Luigia Maria Pucheria Borgato (7 settembre 1898 – 1945) è stata una suora laica della Compagnia di Sant'Orsola che, insieme ad alcuni familiari (soprattutto la nipote Delfina, allora sedicenne), aiutò prigionieri in fuga e sbandati a rifugiarsi in Svizzera.
Fatta prigioniera e deportata con il trasporto 91, fu uccisa nella camera a gas del lager di Ravensbrück (Berlino).
I campi di prigionia e di lavoro veneti ospitavano, alla vigilia dell'armistizio dell'8 settembre 1943, circa 9000 prigionieri alleati. Quelli di Saonara (Padova) erano per la gran parte inglesi dell'VIII armata, sconfitta più volte nella guerra d'Africa. Approfittando della confusione ingenerata dall'armistizio, in molti evasero e si dettero alla macchia.

Sulle loro tracce si misero sia i Tedeschi che i Fascisti che, per ogni prigioniero in fuga, offrivano 1800 lire di taglia o il rilascio di un familiare deportato.
Nella stessa situazione si trovarono ebrei, renitenti alla leva e molti soldati italiani che preferirono disertare.
Evasi e disertori necessitavano di tutto (cibo, vestiti civili, documenti...) e soprattutto di guide che li aiutassero a passare il confine con la Svizzera.
In loro soccorso si organizzarono catene di solidarietà che li aiutavano in tutti i modi. Luigia Maria Pucheria Borgato e sua nipote Delfina parteciparono a quella organizzata da Armando Romani (ex ufficiale pilota) e Placido Cortese (frate francescano) svolgendo il ruolo di staffetta: accompagnavano prigionieri e sbandati di notte a piedi da Saonara fino alla stazione di Padova dove venivano presi in consegna da altri che li accompagnavano fino al confine svizzero di Maslianico. Di lì dei contrabbandieri venivano pagati per transitarli fuori dall'Italia.
La notte del 13 marzo 1944 Luigia Maria e Delfina furono tradite da una spia che si faceva passare per ex prigioniero ed arrestate insieme ad altri familiari.
Delfina, via Mauthausen, fu trasferita al campo di Linz e tornò a casa nel giugno del 1945.
Luigia Maria fu invece deportata nel lager femminile di Ravensbrück, dove fu uccisa nella camera a gas nella primavera del 1945, alla vigilia della liberazione.